# Voi (Kenya)
Voi è un centro abitato del Kenya, capoluogo della contea di Taita-Taveta.